# Ліндсі (Огайо)
Ліндсі (англ. Lindsey) — селище (англ. village) в США, в окрузі Сендаскі штату Огайо. Населення — 457 осіб (2020).

## Географія
Ліндсі розташоване за координатами 41°25′18″ пн. ш. 83°13′16″ зх. д. / 41.42167° пн. ш. 83.22111° зх. д. (41.421683, -83.220994).  За даними Бюро перепису населення США в 2010 році селище мало площу 4,04 км², уся площа — суходіл.

## Демографія
Згідно з переписом 2010 року, у селищі мешкало 446 осіб у 187 домогосподарствах у складі 139 родин. Густота населення становила 110 осіб/км².  Було 209 помешкань (52/км²).
Расовий склад населення:
| - 94,2 % — білих - 0,4 % — чорних або афроамериканців - 0,4 % — азіатів - 2,0 % — осіб інших рас |

До двох чи більше рас належало 2,9 %. Частка іспаномовних становила 11,4 % від усіх жителів.
За віковим діапазоном населення розподілялося таким чином: 23,8 % — особи молодші 18 років, 61,0 % — особи у віці 18—64 років, 15,2 % — особи у віці 65 років та старші. Медіана віку мешканця становила 41,0 року. На 100 осіб жіночої статі у селищі припадало 92,2 чоловіків;  на 100 жінок у віці від 18 років та старших — 93,2 чоловіків також старших 18 років.
Середній дохід на одне домашнє господарство  становив 65 790 доларів США (медіана — 53 438), а середній дохід на одну сім'ю — 73 692 долари (медіана — 66 750). За межею бідності перебувало 8,4 % осіб, у тому числі 0,8 % дітей у віці до 18 років та 2,0 % осіб у віці 65 років та старших.
Цивільне працевлаштоване населення становило 275 осіб. Основні галузі зайнятості: освіта, охорона здоров'я та соціальна допомога — 29,8 %, виробництво — 23,3 %, транспорт — 12,4 %, роздрібна торгівля — 9,8 %.